# Akelbaster novaecaledoniae
Akelbaster novaecaledoniae is een zeester uit de familie Goniasteridae.
De wetenschappelijke naam van de soort werd in 2007 gepubliceerd door Christopher Mah.